# Suskityrannus
Suskityrannus (Turonium, vor 92 mya) ist ein Vertreter der Tyrannosauroidea aus Nordamerika, von denen aus dieser Zeit nur sehr wenige Fossilien vorhanden sind, da der hohe Anstieg des Meeresspiegels und andere Umweltbedingungen die Konservierung von Überresten aus dieser Zeit erschwerten. Die einzige bisher bekannte Art ist Suskityrannus hazelae.

## Merkmale
Suskityrannus war ein kleiner karnivorer Theropode, der nur etwa 2,70 m groß wurde, diese Gattung weist dennoch einige der Hauptmerkmale späterer Tyrannosauriden auf, so zum Beispiel die phylogenetisch früheste Aufzeichnung einer arctometatarsalen Fußbauweise eines Tyrannosauroiden.

## Entdeckungsgeschichte und Namensgebung
1997 wurde bereits ein Schädel des kleinen Theropoden entdeckt, 1998 fand man unweit der ersten Fundstelle in New Mexico ein beinahe vollständiges Skelett.
Der Name Suskityrannus setzt sich zusammen aus der Bezeichnung Suski für Kojote aus dem in New Mexico verbreiteten Zuñi und –tyrannus vom lateinischen „tyrannus“ für „Alleinherrscher“ in Anlehnung an die Gattung Tyrannosaurus. Die Gattung wurde bereits vor der offiziellen wissenschaftlichen Erstbeschreibung in einer wissenschaftlichen Publikation als „Zuni tyrannosaur“ und in einer populärwissenschaftlichen Dokumentation als „Zunityrannus“ bezeichnet. Mit der Artbezeichnung soll Hazel Wolfe geehrt werden, deren Einsatz die Arbeit an den Fossilien der Moreno Hills ermöglicht und vorantreibt.

## Systematik
Suskityrannus gilt als sogenanntes „Missing Link“ (Bindeglied) zwischen den ältesten Vertretern der Tyrannosauroiden, zu denen z. B. auch Proceratosaurus zählt, und den letzten Vertretern der Familie Tyrannosauridae, die sich aus dieser Überfamilie entwickelt hat, zu denen auch der bekannte Tyrannosaurus zählt, der auch die namensgebende Gattung dieser Kladen ist.